# 高槻市立第九中学校
高槻市立第九中学校（たかつきしりつ だいきゅうちゅうがっこう）は、大阪府高槻市松が丘一丁目にある公立中学校。高槻市北部の新興住宅地および山間部を校区とする。略称は九中、高槻九中、第九中、T9など。

## 沿革
地域の住宅開発と、それに伴う生徒数の増加により、高槻市立第二中学校より分離する形で1972年に開校した。その後1982年には高槻市立芝谷中学校を分離し、また1995年には高槻市立第五中学校を統合している。

### 年表
- 1972年4月1日 - 高槻市立第九中学校として設立。
- 1972年4月5日 - 高槻市立第十中学校との合同完成式を実施。
- 1972年4月8日 - 開校式。
- 1977年4月1日 - 障害児学級を設置。
- 1982年4月1日 - 高槻市立芝谷中学校を分離。
- 1995年4月1日 - 高槻市立第五中学校を統合、樫田地区を校区に編入。

### 旧・第五中学校
旧・高槻市立第五中学校は樫田小学校内に併設されていた。1947年の学制改革の際に樫田村立樫田中学校として、当時の京都府南桑田郡樫田村（現在の高槻市樫田地区）に開校した。樫田中学校は1949年には京都府南桑田郡学校組合立亀岡中学校（現在の亀岡市立亀岡中学校）に合流し、亀岡中学校樫田分校へと改編された。
樫田村は1958年4月1日、大阪府高槻市へ越境編入された。これに伴い、亀岡中学校より独立して樫田分校を廃止する形で、高槻市立第五中学校として再発足した。

## 通学区域
- 高槻市立清水小学校、高槻市立北清水小学校、高槻市立樫田小学校の通学区域全域。
  - 京都市西京区大原野出灰町、大原野外畑町は、樫田小学校同様に京都市から委託を受け、両地区から生徒を受け入れている。
- 高槻市立安岡寺小学校の通学区域の一部。

## 交通
- 高槻市営バス 学園前停留所下車 西へ約300m。
- 東海道本線（JR京都線） 高槻駅 北へ約3.4km。

## 卒業生
- 田村亮 (お笑い芸人)（ロンドンブーツ1号2号）
- 堀田篤（関西テレビ アナウンサー）
- 倉田秋（サッカー選手 Jリーグ・ ガンバ大阪所属）
- 畑中美友香（元サッカー選手）
- 守田英正（サッカー選手 プリメイラ・リーガ・スポルティングCP所属）
- 温井駿斗（サッカー選手 Jリーグ・ガイナーレ鳥取所属）
- 河辺愛菜（フィギュアスケート選手、2022年北京冬季オリンピック日本代表）
- 松井正平（お笑い芸人）『にんげんっていいな』